# Luigi Almirante
Luigi Almirante, né à Tunis le 31 août 1884 ou le 30 septembre 1886  et mort à Rome le 6 mai 1963, est un acteur italien. Il est apparu dans 62 films entre 1921 et 1955.

## Biographie
Luigi Almirante, fils d'un acteur de théâtre, est né à Tunis, où à l'époque la compagnie de théâtre de son père était en tournée. Il fait ses débuts sur scène à l'âge de 14 ans
Actif dans des rôles humoristiques depuis 1907, Almirante se fait remarquer en 1909, avec le Grand Guignol dans la compagnie théâtrale dirigée par Alfredo Sainati. Au cours de la Première Guerre mondiale, il joue au Théâtre pour soldats à Udine, sous la direction de Renato Simoni. Après la guerre, il rejoint pendant trois ans la compagnie d'Antonio Gandusio, puis rejoint la compagnie de théâtre Niccodemi, jusqu'en 1923.
En 1925, Luigi Almirante forme une compagnie théâtrale avec sa cousine Italia Almirante Manzini et entreprend, avec un certain succès, de longues tournées aux États-Unis. En 1928, il forme une compagnie avec Giuditta Rissone et Sergio Tofano où débute Vittorio De Sica et en 1931, il en crée une éphémère avec Andreina Pagnani et Nino Besozzi. À partir de 1932, il se dédie progressivement au cinéma, en jouant des rôles d'acteur de genre et des seconds rôles. Il joue son dernier film en 1955, Gli ultimi cinque minuti de Giuseppe Amato, puis se retire des scènes en 1956. Il a également été professeur à l'Accademia d'Arte Drammatica.
Luigi Almirante est le frère des acteurs Ernesto, Giacomo Almirante et du réalisateur Mario Almirante et le cousin de l'actrice du cinéma muet Italia Almirante Manzini.

## Filmographie partielle
- 1921 : Tra fumi di champagne de Carlo Zangarini
- 1927 :La bellezza del mondo de Mario Almirante
- 1933 :
  - O la borsa o la vita de Carlo Ludovico Bragaglia
  - Non son gelosa de Carlo Ludovico Bragaglia
  - Non c'è bisogno di denaro de Amleto Palermi
  - Il presidente della Ba. Ce. Cre. Mi. de Gennaro Righelli
- 1935 :Milizia territoriale de Mario Bonnard
- 1936 :
  - Nozze vagabonde de Guido Brignone
  - Lohengrin de Nunzio Malasomma
  - Ginevra degli Almieri de Guido Brignone
  - Je donnerai un million de Mario Camerini
  - La danza delle lancette de Mario Baffico
- 1937 :Gli uomini non sono ingrati de Guido Brignone
- 1938 :
  - Partire d' Amleto Palermi
  - L'argine de Corrado D'Errico
  - Stella del mare de Corrado D'Errico
- 1939 :
  - Batticuore de Mario Camerini
  - Il sogno di Butterfly de Carmine Gallone
  - Cavalleria rusticana de Amleto Palermi
  - L'amore si fa così de Carlo Ludovico Bragaglia
  - Processo e morte di Socrate de Corrado D'Errico
  - Un mare di guai de Carlo Ludovico Bragaglia
  - Imputato, alzatevi! de Mario Mattoli
- 1940 :
  - Le sorprese del vagone letto de Gian Paolo Rosmino
  - Une lampe à la fenêtre (Una lampada alla finestra) de Gino Talamo
  - Il ponte dei sospiri de Mario Bonnard
  - Alessandro, sei grande! de Carlo Ludovico Bragaglia
  - Boccaccio de Marcello Albani
  - Amami, Alfredo!, de Carmine Gallone
  - Lucrezia Borgia de Hans Hinrich
  - Miseria e nobiltà de Corrado D'Errico
  - San Giovanni decollato de Amleto Palermi
- 1941 :
  - L'elisir d'amore de Amleto Palermi
  - Il pozzo dei miracoli, de Gennaro Righelli
  - La figlia del Corsaro Verde de Enrico Guazzoni
  - L'amante segreta de Carmine Gallone
  - Primo amore de Carmine Gallone
  - Il vagabondo de Carlo Borghesio
- 1942 :
  - Voglio vivere così  de Mario Mattoli
  - Catene invisibili de  Mario Mattoli
  - Arriviamo noi! de Amleto Palermi
  - Una notte dopo l'opera de Nicola Manzari
  - Cercasi bionda bella presenza de Pina Renzi
  - L'affare si complica de Pier Luigi Faraldo
  - Quarta pagina de Nicola Manzari
- 1943 :
  - Harlem de Carmine Gallone
  - Sempre più difficile de Renato Angiolillo
  - Nos rêves de Vittorio Cottafavi
- 1944 :
  - In cerca di felicità de Giacomo Gentilomo
  - Il cappello da prete de Ferdinando Maria Poggioli
- 1945 :
  - Lo sbaglio di essere vivo de Carlo Ludovico Bragaglia
  - Il canto della vita de Carmine Gallone
  - 07... Tassì de Alberto D'Aversa
- 1946 :
  - Vanità de Giorgio Pastina
  - Voglio bene soltanto a te de Giuseppe Fatigati
- 1947 :
  - I due orfanelli de Mario Mattoli
  - Cronaca nera de Giorgio Bianchi
- 1949 :
  - Vento d'Africa de Anton Giulio Majano
  - Follie per l'opera de Mario Costa
- 1950 :Miss Italie de Duilio Coletti
- 1951 :
  - Rome-Paris-Rome de Luigi Zampa
  - Messaline de Carmine Gallone
- 1955 :Les Cinq Dernières Minutes de Giuseppe Amato